# Ковшово (Гродненская область)
Ковшово (бел. Каўшова) в народе Ковши — деревня в Мостовском районе Гродненской области. Расположена на правом берегу Немана между городами Мосты и Гродно.

## Население
| 1842 | 1905 | 1971 | 2001 | 2009 | 2019 |
| ---- | ---- | ---- | ---- | ---- | ---- |
| 279  | 475  | 312  | 140  | 102  | 76   |

### До войны
В XIX – начале XX века деревня Скидельской волости и Скидельского православного прихода Гродненского уезда. В 1813 году в деревне было 13 деревянных домов, 216 жителей; в 1842 году 40 дворов, 279 жителей (из них 143 мужского и 136 женского пола). В инвентаре имения Ковшово, в состав которого входила деревня, говорится, что крестьяне с разрешения экономии занимались сплавом плотов и судов по Неману. В 1905 году 475 жителей. Рядом с деревней размещалось имение Ковшово, в котором было 18 жителей. По переписи населения 1921 года здесь проживало 215 человек, все православные. При этом 214 жителей заявили о своей польской национальности

### В войну
В Великую Отечественную войну с июня 1941г. до 15.07.1944г. оккупирована немецко-фашистскими войсками, 29 односельчан воевали на фронте, из них 23 погибли, оккупанты убили 2 мирных жителя.

### После войны
В 1948 году здесь создан колхоз имени Кирова. В 1971 году 114 дворов, 312 жителей. На 01.01.2001г.  63 двора, 149 жителей, фельдшерско-акушерский пункт, отделение связи, клуб, библиотека, магазин. На 01.01.2019г. 76 жителей.

## Известные выходцы
Белорусская актриса, режиссёр, заслуженный деятель искусств Беларуси Л.И.Мозалевская.

## Первое упоминание
Деревня известна с 1558 из "Писцовой книги Гродненской экономии" как "село Копячово". Далее записано, что сейчас "Ковшов"